# Liste der Stolpersteine in Enger
Die Liste der Stolpersteine in Enger enthält die Stolpersteine, die im Rahmen des gleichnamigen Kunst-Projekts von Gunter Demnig in Enger verlegt wurden. Mit ihnen soll an die Opfer des Nationalsozialismus erinnert werden, die in Enger lebten und wirkten.

## Liste der Stolpersteine
| Name                    | Adresse           | Bild | Inschrift | Verlegedatum  | Biografie und Anmerkungen |
| ----------------------- | ----------------- | ---- | --- | ------------- | --- |
| Bertha Marx             | Bahnhofstraße 1 · |      | Hier wohnte Bertha Marx geb. Biermann Jg. 1882 deportiert 1942 Theresienstadt ermordet in Auschwitz                                    | 19. März 2010 | geboren 16. Januar 1882 in Wanfried |
| Adele Spanier           | Kirchplatz 8 ·    |      | Hier wohnte Adele Spanier geb. Seligmann Jg. 1881 deportiert 1942 Theresienstadt ‚Freikauf‘ Transport 5.2.1945 in die Schweiz überlebt | 19. März 2010 | geboren 21. April 1881 in Ronnenberg, gestorben 26. Februar 1957 in Richmond, Virginia; Ehefrau von Max Spanier aus Enger, Tochter von Philip Seligmann und Marianne, geb. Frank, aus Ronnenberg |
| Helene de Vries         | Kirchplatz 8 ·    |      | Hier wohnte Helene de Vries geb. Lewy Jg. 1881 deportiert 1942 Theresienstadt ermordet in Auschwitz                                    | 19. März 2010 | geboren 20. Mai 1881 in Esens |
| Jonas de Vries          | Kirchplatz 8 ·    |      | Hier wohnte Jonas de Vries Jg. 1877 deportiert 1942 Theresienstadt ermordet in Auschwitz                                               | 19. März 2010 | geboren 23. Februar 1877 in Leer |
| Ludwig Lehmann de Vries | Kirchplatz 8 ·    |      | Hier wohnte Ludwig Lehmann de Vries Jg. 1903 deportiert 1942 Ghetto Warschau ermordet                                                  | 19. März 2010 | geboren 27. Juni 1903 in Leer |
| Max Spanier             | Kirchplatz 8 ·    |      | Hier wohnte und arbeitete Max Spanier Jg. 1878 deportiert 1942 Theresienstadt ermordet 24.12.1944                                      | 19. März 2010 | geboren 15. Juni 1878 in Enger |
| Ernst David van Pels    | Wertherstraße 6 · |      | Hier wohnte Ernst van Pels Jg. 1907 deportiert 1944 Auschwitz ermordet 12.3.1945 Buchenwald                                            | 19. März 2010 | geboren 2. Februar 1907 in Enger |
| Josef van Pels          | Wertherstraße 6 · |      | Hier wohnte Josef van Pels Jg. 1874 eingewiesen 1939 ‚Heilanstalt‘ Gütersloh 1940 ‚Heilanstalt‘ Wunstorf ermordet 22.9.1940 T4-Aktion  | 19. März 2010 | geboren 28. August 1879 in Witten das Geburtsjahr von Josef van Pels wird mit 1874 auf dem Stolperstein angegeben, in der Quelle mit 1879                                                        |